# Fossano
Fossano är en stad och en kommun i provinsen Cuneo, regionen Piemonte, Italien.Kommunen hade 24 225 invånare (2018) och gränsar till kommunerna Bene Vagienna, Centallo, Cervere, Genola, Montanera, Salmour, Sant'Albano Stura, Savigliano, Trinità och Villafalletto.